# Monsieur Tric
Monsieur Tric, in den ersten Jahren noch Professeur Tric genannt, auf Deutsch Herr Tric oder auch Professor Luftikus, ist eine zwischen 1950 und 1979 erschienene frankobelgische Comicserie.

## Handlung
Der ungeschickte, aber nie unterzukriegende Professor Tric stürzt sich selbst und seine Umgebung mit seinen Erfindungen und Ideen regelmäßig ins Chaos.

## Hintergrund
Bob De Moor schrieb und zeichnete die humoristische Reihe. In den Jahren 1957 und 1958 lieferte René Goscinny den Text für insgesamt neun Episoden. Die Serie erschien zwischen 1950 und 1977 in der belgischen und von 1950 bis 1967 in der französischen Ausgabe von Tintin. Einige Kurzgeschichten kamen in Tintin Sélection und Super Tintin heraus. Bédéscope begann 1980 die Albenausgabe, die 1984 in einem Album von Rombaldi zusammengefasst wurde. Die Episoden von René Goscinny veröffentlichte 1998 Vents d’Ouest in einem Sammelband. BD Must folgte 2012 mit einer Gesamtausgabe. Auf Deutsch erschienen lediglich vier Geschichten von 1953 bis 1961 in den Comicmagazinen Dalla, Miggis Kinderpost und Tim, eine weitere 2013 als Abonnentenbeilage zur Reddition.

## Geschichten
- Les semelles ensorcelées (Tintin, 1950, 1 Seite)
- Allumage difficile (Tintin, 1950, 1 Seite)
- Coup de vent (Tintin, 1950, 1 Seite)
- La paix, de grace (Tintin, 1950, 1 Seite)
- Jardinage (Tintin, 1950, 1 Seite)
- Agression nocturne (Tintin, 1950, 1 Seite)
- Pique-nique (Tintin, 1950, 1 Seite)
- Une couleur dangereuse (Tintin, 1950, 1 Seite)
- Pêche miraculeuse (Tintin, 1950, 1 Seite)
- Gare à la mine (Tintin, 1950, 1 Seite)
- Camouflage (Tintin, 1950, 1 Seite)
- Erreur sur la personne (Tintin, 1950, 1 Seite)
- L’ami des bêtes (Tintin, 1950, 1 Seite)
- Medellisme (Tintin, 1950, 1 Seite)
- Un fin gourmet (Tintin, 1951, 1 Seite)
- Il faut savoir se borner (Tintin, 1951, 1 Seite)
- Pauvre Médor (Tintin, 1951, 1 Seite)
- Le château hanté (Tintin, 1951, 1 Seite)
- Un malheur ne vient jamais seul (Tintin, 1951, 1 Seite)
- Miracle dans la forêt (Tintin, 1952, 1 Seite)
- Sus aux pirates (Tintin, 1953, 5 Seiten)
- La moto volante (Tintin, 1953, 4 Seiten; dt.: Professor Luftikus In: Dalla Nr. 23/1953)
- Monsieur Tric aux sports d’hiver (Tintin, 1953, 2 Seiten)
- La cloche volante (Tintin, 1954, 2 Seiten)
- A l’assaut de Ravenburg (Tintin, 1954, 4 Seiten)
- Le Sous-marin fantastique (Tintin, 1954, 4 Seiten; dt.: Monsieur Tric und das fantastische Unterseeboot als Abonnement-Beilage zu Reddition 58)
- Noël à Tathikiki (Tintin, 1954, 2 Seiten)
- Une course de ballons mouvementée (Tintin Sélection/Super Tintin, 1955/1983, 12 Seiten)
- La fanfare Ste Cécile (Tintin, 1955, 2 Seiten)
- Le dernier piéton (Tintin, 1955, 4 Seiten; dt.: Der letzte Fußgänger In: Miggis Kinderpost Nr. 4/1957)
- Va toujours (Tintin, 1955, 4 Seiten)
- Monsieur Tric l’africain (Tintin, 1956, 4 Seiten)
- Les aventures de monsieur Tric et de Sauterelle (Tintin, 1956, 4 Seiten)
- Monsieur Tric et les fantômes (Tintin, 1956, 4 Seiten)
- M. Tric fait des crepes (Tintin, 1956, 4 Seiten; dt.: Herr Tric macht Omeletten In: Tim Nr. 8/1960)
- Monsieur Tric tapissier (Tintin, 1956, 2 Seiten)
- Monsieur Tric et la tondeuse  (Tintin, 1956, 2 Seiten)
- Monsieur Tric et la lessiveuse (Tintin, 1956, 2 Seiten; dt.: Herr Tric und die Waschmaschine In: Tim Nr. 3/1961)
- Monsieur Tric inventeur (Tintin, 1957, 2 Seiten)
- Monsieur Tric bricoleur (Tintin, 1957, 2 Seiten)
- Monsieur Tric aviateur (Tintin, 1957, 2 Seiten)
- Monsieur Tric couvreur (Tintin, 1957, 3 Seiten)
- Monsieur Tric vedette de cinéma (Tintin, 1957, 3 Seiten)
- Monsieur Tric part en voyage (Tintin, 1957, 3 Seiten)
- Monsieur Tric cultivateur (Tintin, 1958, 3 Seiten)
- Monsieur Tric et la tache (Tintin, 1958, 3 Seiten)
- M. Tric et le canari (Tintin, 1958, 3 Seiten)
- Monsieur Tric à la télévision (Tintin, 1961, 1 Seite)
- Monsieur Tric était distrait (Tintin, 1961, 1 Seite)
- Monsieur Tric et le ski nautique (Tintin, 1962, 2 Seiten)
- Une histoire invisible (Tintin, 1962, 2 Seiten)
- Le coucou (Tintin, 1962, 2 Seiten)
- Petite aviation grande science (Tintin, 1962, 2 Seiten)
- Maison pas à vendre (Tintin, 1964, 4 Seiten)
- Monsieur Tric et le cheval sauvage (Tintin, 1965, 1 Seite)
- Voiture à vendre (Tintin, 1966, 4 Seiten)
- Le sapin de Laponie (Tintin, 1967, 4 Seiten)
- Vacances d’hiver (Tintin, 1968, 4 Seiten)
- Silence (Tintin Sélection, 1969, 8 Seiten)
- Tric la jungle (Tintin Sélection, 1969, 8 Seiten)
- La piscine (Tintin, 1977, 2 Seiten)
- Monsieur Tric cascadeur (Super Tintin, 1979, 1 Seite)